# Cmentarz mariawicki w Grzmiącej
Cmentarz mariawicki w Grzmiącej – zabytkowy cmentarz mariawicki znajdujący się w Grzmiącej.

## Historia
Cmentarz powstał na początku XX wieku. Nekropolia należy do parafii Kościoła Starokatolickiego Mariawitów i parafii Kościoła Katolickiego Mariawitów w Grzmiącej. Cmentarz położony jest niedaleko kościoła Podwyższenia Krzyża Świętego, będącego siedzibą parafii Kościoła Starokatolickiego Mariawitów.
Nekropolia znajduje się w odległości około dwustu metrów od świątyni i ma powierzchnię 48 arów. Cmentarz jest nieco oddalony od szosy prowadzącej z Brzezin do Strykowa –  prowadzi do niego utwardzona droga. Przed cmentarzem znajduje się parking, ciągnący się wzdłuż drogi wiodącej do nekropolii. Na teren nekropolii doprowadzona jest woda z wodociągu wiejskiego. Cmentarz otoczony jest ogrodzeniem z płyt betonowych. Niewielką liczbę mogił stanowią kurhany ziemne, najwięcej z nich znajduje się w tylnej, starszej części cmentarza. W centralnej części cmentarza znajduje się grób kapłana Siudera, a tuż za nim wznosi się drewniany krzyż.

## Pochowani
Na terenie nekropolii pochowani są:
- proboszcz parafii Kościoła Starokatolickiego Mariawitów w Grzmiącej kapłan Władysław Maria Jan Siuder,
- proboszcz parafii Kościoła Katolickiego Mariawitów w Grzmiącej siostra Maria Urszula Golacik,
- proboszcz parafii Kościoła Katolickiego Mariawitów w Grzmiącej biskupka-elekta Maria Alma Białkowska[2],
- siostra Maria Justyna Romalewska,
- siostra Maria Jarosława Staszczak,
- siostra Maria Angela Wdowiak,
- nieznani żołnierze z okresu II wojny światowej (cztery groby),
- trzej rosyjscy żołnierze z czasów I wojny światowej,
- kapłan Jan Maria Piotr Roblot.